# Château des Martinanches
Le château des Martinanches est situé à Saint-Dier-d'Auvergne (France).

## Localisation
Le château est situé sur la commune de Saint-Dier-d'Auvergne, dans le département du Puy-de-Dôme, en région Auvergne-Rhône-Alpes. À 4,5 km du bourg en direction d'Ambert.

## Description
Le château des Martinanches est formé d'un corps de logis rectangulaire garni de tours aux angles, auquel a été ajouté postérieurement une aile en retour au nord. Isolé par de larges douves, son accès s'effectue par deux ponts. La façade est est encadrée de deux tours circulaires et présente, en son centre, une tourelle polygonale saillante renfermant l'escalier à vis. La façade sud et celle comprise entre les tours nord-ouest et nord-est, conservent leurs façades primitives derrière la façade actuelle. Les anciens bâtiments des communs forment un arc de cercle en limite sud du terre-plein.

## Historique
Le château est construit en 1070 par une famille originaire de l'Aveyron, les Comptour d'Apchon. L'édifice a été bâti sur l'ancienne voie romaine qui allait du Puy-en-Velay jusqu'à Clermont-Ferrand. Pendant l'occupation romaine, la place abritait une station d'octroi. Le guerrier romain, chargé de faire payer cet octroi, s'appelait Martinus, d'où le nom de "Martinanches" par la suite. Le château du XIe siècle est un véritable château-fort, en effet il servait de dépôt d'armes pour les fiefs de Boissonnelle, Montboissier et Mauzun.
Il est classé partiellement (façades et toitures du château et des communs ; douves ; jardin) et inscrit partiellement (escalier et une porte palière à plis de serviettes ; au rez-de-chaussée du corps de logis principal : ancienne salle des gardes avec sa cheminée, salon avec sa cheminée, ses boiseries et son plafond à solives, ancienne chapelle avec ses boiseries, salle à manger ; au rez-de- chaussée de la tour nord-est : salle à cheminée monumentale avec ses boiseries) aux monuments historiques respectivement par les arrêtés du 24 septembre 1968 et du 4 mars 1991.